# Selatosomus victor
Selatosomus victor là một loài bọ cánh cứng trong họ Elateridae. Loài này được Gurjeva miêu tả khoa học năm 1982.